# NGC 3926A
NGC 3926 (другие обозначения — NGC 3926-1, ZWG 127.76, UGC 6829, VV 218, MCG 4-28-74, NPM1G +22.0349, KCPG 305A, PGC 37079) — эллиптическая галактика в созвездии Льва. Открыта Уильямом Гершелем в 1785 году.
В 2016 году в галактике наблюдалась вспышка сверхновой типа Ia.
Этот объект входит в число перечисленных в оригинальной редакции «Нового общего каталога».